# Сколчанка (заповедник)
Заповедник «Сколча́нка» (пол. Rezerwat przyrody Skołczanka) — заповедник на территории бывшей деревни Тынец в юго-западной части города Кракова, Малопольское воеводство, Польша. Заповедник занимает северную часть леса Белянско-Тынецкого ландшафтного парка.

## История
Заповедник был создан в 1957 году решением польского Министерства лесного хозяйства и деревообрабатывающей промышленности для сохранения лесной и степной растительности, а также охраны фауны, обитающей в заповеднике. Площадь заповедника составляет 36,77 га. В лесной части заповедника произрастают сосна, пихта и бук. Заповедник охраняет около 500 видов бабочек и других насекомых.

## Туризм
Через заповедник проходит пеший туристический маршрут, начинающийся возле бенедиктинского аббатства.

## Источник
- Słownik krajoznawczy Wielkopolski, PWN, 1992, стр.90, ISBN 83-01-10630-1